# Joe Sample
Joseph Leslie "Joe" Sample, född 1 februari 1939 i Houston i Texas, död 12 september 2014 i Houston i Texas, var en amerikansk jazzpianist, keyboardist och kompositör. Han var en av grundarna till Jazz Crusaders, bandet som 1971 blev The Crusaders, och förblev en del gruppen till av gruppens sista album, 1991 (inte inklusive återföreningsalbumet Rural Renewal från 2003). 
Sample började spela piano när han var fem år gammal. Sedan i slutet 1980-talet har han avnjutit en succéfyld solokarriär och har gästmedverkat på andra band och artisters album, inklusive Miles Davis, George Benson, Jimmy Witherspoon, B. B. King, Eric Clapton och Steely Dan. 
Nicole Kidman framförde hans sång "One Day I'll Fly Away" Baz Luhrmanns musikalfilm Moulin Rouge!

## Diskografi

### Soloalbum
- 1969 - Fancy Dance
- 1978 - Rainbow Seeker
- 1979 - Carmel
- 1980 - Voices tn the Rain
- 1982 - The Hunter
- 1983 - Roles
- 1985 - Oasis
- 1989 - Spellbound
- 1990 - Ashes to Ashes
- 1993 - Invitation
- 1994 - Do You Feel That?
- 1996 - Old Places Old Faces
- 1997 - Sample This
- 1999 - The Song Lives On — med Lalah Hathaway
- 2002 - The Pecan Tree
- 2004 - Soul Shadows
- 2005 - Creole Love Call — med Nils Landgren
- 2007 - Feeling Good — med Randy Crawford

### Samlingsalbum
- 1991 - Collection
- 1998 - The Best of Joe Sample